# じゃんが×2スタジアム〜ひろしまスポーツ応援団〜
『じゃんが2スタジアム〜ひろしまスポーツ応援団〜』（じゃんがじゃんがスタジアム - ［英名：JANSTA］）は、2009年4月29日から2010年3月17日まで中国放送（RCCテレビ）で毎週水曜19:55 - 20:54に放送されていた生放送のローカルスポーツ情報番組。略称「じゃんスタ」。

## 概要
題にもあるとおり、広島東洋カープやサンフレッチェ広島F.CやJTサンダーズといった広島県を本拠地とする様々なスポーツクラブにスポットを当て、各チーム最新の試合情報を伝えていた。また、広島県を拠点に活動するスポーツ選手たちへのインタビューも実施していた。基本は生放送だったが、全編収録の週もあった。

## この枠の変遷
RCCが長年にわたって編成していた木曜19時台のローカルセールス枠では、バラエティ番組を中心に放送されてきた。番組放送開始直前まで同時間帯で放送されていたのが同じくRCC製作の『TIM神様の宿題』であったが、同番組はTBSの春の大改編を受けて2009年3月19日に終了。ローカルセールス枠は水曜20時台へ移動し、同時間帯で本番組がスタートした。生放送形式での放送は、『パパたいむピオラ』（旧『週刊パパたいむ』→『西田篤史の週刊パパたいむ』）以来6年半ぶり。
メイン司会は、『神様の宿題』のコーナーレギュラーであった広島出身のお笑いコンビ・アンガールズが務めていた。フジテレビ系列で放送の『クイズ!ヘキサゴンII』が2時間または3時間スペシャルとなった場合、同番組にアンガールズが出演していることがあり、その際には広島地区に限りダブルブッキング状態になっていた。
『神様の宿題』を放送していたあいテレビ（itv）では、水曜深夜（木曜未明）の同日時差放送で放送されていた。その後、RCCでもitvとほぼ同時刻に再放送を実施するようになった。
なお、水曜日は元からTBS系列のプロ野球中継放送可能曜日（主に横浜・中日主催の巨人戦全国放送を含む）であるため、随時広島東洋カープ主催・主管試合の中継を行う場合もあった。その際には雨天中止であっても本番組は休止扱いになり、TBS制作の任意ネット番組（放送当時は『時短生活ガイドSHOW』）に差し替えていた。また、それ以外でも編成や出演者のスケジュールなどの調整のため、まれに本番組を休止して任意ネット番組を臨時に放送することがあった。
番組は1年で終了し、2010年4月からは同時間帯で『時短生活ガイドSHOW』が同時ネットされることになった。なお、『週刊パパたいむ』の放送開始以来長年ゴールデンタイムに編成されていたRCCのローカルバラエティ枠は日曜 12:54 - 13:54へ移動し、同時間帯で同じくアンガールズが出演する新番組『元就。』がスタートした。

## 出演者

### 司会
- アンガールズ（山根良顕・田中卓志）

### アシスタント
- 藤村伊勢（RCCアナウンサー）

### 解説
- 安仁屋宗八 - 広島東洋カープ担当。
- 木下富雄 - 広島東洋カープ担当。
- 佐々岡真司 - 広島東洋カープ担当。
- 石橋真（RCCアナウンサー） - サンフレッチェ広島F.C担当。

### ゲスト
- 衣笠祥雄（放送当時TBSテレビ・ラジオ解説者）
- 古葉竹識（放送当時東京国際大学野球部名誉監督）
- 高橋慶彦（放送当時千葉ロッテマリーンズコーチ。現：野球評論家）
- 広島東洋カープの現役選手 - 東出輝裕と永川勝浩が生出演。
- サンフレッチェ広島F.Cの現役選手 - 槙野智章（のち浦和レッドダイヤモンズ。現：サッカー解説者）が生出演。
- 有吉弘行（タレント、元猿岩石）
- 板東英二

### 番組内レギュラー企画への出演
- 横山雄二（RCCアナウンサー）